# Micardia argentata
Micardia argentata là một loài bướm đêm trong họ Noctuidae.